# Дім інтермедій
Новий теа́тр «Дім інтермедій» — театральна трупа, очолювана Михайлом Бонч-Томашевським, яка діяла в Києві 1918 року.

## Загальні відомості
Театр відкрився 4 квітня (22 березня) 1918 року напроти театру «Пел-Мел» (нині — напроти станції метро «Хрещатик») за адресою: Київ, Хрещатик, 36. Працював як естрадний театр малих форм.
Художнім керівником був М. Бонч-Томашевський, якого називали «маршалом Дому інтермедій», «маршалом сцени». Раніше М. М. Бонч-Томашевський був одним з керівників театру «Дім інтермедій» в Петербурзі, створеного 1910 року В. Меєргольдом.
У складі трупи Київського театру було 9 актрис та 12 акторів.
Художником-постановщиком тут працював видатний у майбутньому, а на той час 23-річний, Анатолій Петрицький. Він оформляв усі вистави театру. Крім того, разом з московським художником М. Панкеєвим Петрицький розписав фоє театру й глядацький зал. У часописі «Театральная жизнь» відзначалось: «Буйний малюнок пана Петрицького домінує над усім».
Музичним керівником театру був Є. В. Гвоздков.
Керівник оркестру — диригент М. С. Шерман. Концертмейстер — композитор С. Я. Покрасс.
Театр щодня показував по два вечірні спектаклі: о 19.30 та о 21.30.
«Дім інтермедій» відкрився великим концертом з невеликих п'єс-мініатюр, серед яких — «Біля води», «Бал у чиновників», «Старовинний дует», «На гостинах у бабусі». Щотижня ставились нові програми, а всього за короткий час існування театру було поставлено 10 програм.
Театр відвідував Лесь Курбас, який згодом став партнером М. Бонч-Томашевського. 1919 року вони разом очолять театр «Музична драма».
Влітку 1918 театр гастролював у Вінниці. Через страйк залізничників заплановані на кілька днів гастролі затягнулись, завдяки чому 1 серпня 1918 року у Вінницькому міському театрі відбувся ще один (прощальний) виступ за участю К. Огарьової, М. Бонч-Томашевського, Е. Муратова, М. Шермана. Артисти К. Огарьова, М. Бонч-Томашевський, А. Любанський, В. Шумський, Е. Муратов, М. Козловська та об'єднана трупа «Дім Інтермедії» і Київського художнього театру А. М. Кручиніна з 9 серпня 1918 виступали там у літньому театрі Толстого.

## Репертуар
- «Вампука, наречена африканська» (пародія, композитор і автор лібретто В. Г. Еренберг з репертуару Петроградського театру «Криве дзеркало»)
- «Шарф Коломбіни» А. Шніцлера, муз. Е. Донаньї
- «Східні забави»
- «Квартет культурних бандитів»
- «Лицар Дон Фернандо» Є. Мировича
- «Казначейша» (за М. Лермонтовим)
- «До весілля» М. Бонч-Томашевського